# Dschansur
Dschansur (arabisch جَنْزُور, DMG ǧanzūr) oder Sansur, ist eine Küstenstadt im Nordwesten von Libyen. Sie liegt im Westen der libyschen Hauptstadt Tripolis und östlich von Az-Zawiya. Die Stadt kann zur Metropolregion Tripolis gezählt werden und ist mit dieser über die zweispurige, autobahnähnliche Küstenstraße (Via Balbia) verbunden.

## Geschichte
Der deutsche Privatgelehrte und Forschungsreisende Heinrich von Maltzan schrieb in seinem Buch „Reise in den Regentschaften Tunis und Tripolis“, dass Dschansur seinen Namen aus dem lateinischen Assaria (Ansaria, Azzaria) ableitet.

„Eigentliche Ruinen werden auf dem ganzen 10 Meilen langen Landstrich von Tripolis bis Soägha nicht gefunden. Da aber nach der Peutinger'schen Tafel zwei Stationen auf derselben lagen, so dürfen uns wohl jene Spuren des Alterthums, welche ich in Sansur zu entdecken glaube, zu der Vermuthung berechtigen, daß dieselben einer von beiden angehörten. Nun giebt uns die besagte Tafel genau in der Entfernung von Oea, welche derjenigen von Tripolis nach Sansur entspricht, d. h. 13 Milliarien westlich davon, eine Station Namens Ansaria an, in deren Benennung wir ohne große Schwierigkeit den heutigen Namen Sansur wiedererkennen können. Ich schlage also diese Identification für das immer umsonst gesuchte Ansaria vor.“